# Glen Ullin
Glen Ullin és una població dels Estats Units a l'estat de Dakota del Nord. Segons el cens del 2000 tenia 865 habitants.

## Demografia
Segons el cens del 2000, Glen Ullin tenia 865 habitants, 369 habitatges, i 221 famílies. La densitat de població era de 321,1 hab./km².
Dels 369 habitatges en un 22,5% hi vivien nens de menys de 18 anys, en un 54,5% hi vivien parelles casades, en un 4,3% dones solteres, i en un 40,1% no eren unitats familiars. En el 37,9% dels habitatges hi vivien persones soles el 23,6% de les quals corresponia a persones de 65 anys o més que vivien soles. El nombre mitjà de persones vivint en cada habitatge era de 2,08 i el nombre mitjà de persones que vivien en cada família era de 2,77.
Per edats la població es repartia de la següent manera: un 17,9% tenia menys de 18 anys, un 4,3% entre 18 i 24, un 19,2% entre 25 i 44, un 19,7% de 45 a 60 i un 39% 65 anys o més.
L'edat mediana era de 52 anys. Per cada 100 dones de 18 o més anys hi havia 85,9 homes.
La renda mediana per habitatge era de 27.688 $ i la renda mediana per família de 32.368 $. Els homes tenien una renda mediana de 24.444 $ mentre que les dones 16.513 $. La renda per capita de la població era de 16.258 $. Entorn del 4,4% de les famílies i el 8,3% de la població estaven per davall del llindar de pobresa.

## Poblacions més properes
El següent diagrama mostra les poblacions més properes.